# Judo tại Đại hội Thể thao Đông Nam Á 2007

Judo tại Đại hội Thể thao Đông Nam Á năm 2007 diễn ra từ ngày 6 đến 15 tháng 12 năm 2007 tại Nhà thi đấu (Gymnasium) thuộc Trường Đại học Công nghệ Isan Rajamangala (Rajamangala University of Technology Isan), thành phố Nakhon Ratchasima, Thái Lan.
Đoàn chủ nhà Thái Lan giành được 8 huy chương vàng, xếp thứ nhất toàn đoàn

## Xếp hạng theo quốc gia
| Hạng | Đoàn        | Vàng | Bạc | Đồng | Tổng |
| ---- | ----------- | ---- | --- | ---- | ---- |
| 1    | Thái Lan    | 8    | 4   | 3    | 15   |
| 2    | Việt Nam    | 3    | 1   | 7    | 11   |
| 3    | Lào         | 2    | 1   | 3    | 6    |
| 4    | Indonesia   | 1    | 3   | 5    | 9    |
| 5    | Myanma      | 1    | 3   | 3    | 7    |
| 6    | Philippines | 1    | 2   | 6    | 9    |
| 7    | Malaysia    | 0    | 1   | 3    | 4    |
| 8    | Singapore   | 0    | 1   | 0    | 1    |
| Tổng | Tổng        | 16   | 16  | 30   | 62   |

## Bảng huy chương
| Nội dung                    | Vàng                                       | Bạc                                         | Đồng                                                 | Đồng                 |                                                                |
| --------------------------- | ------------------------------------------ | ------------------------------------------- | ---------------------------------------------------- | -------------------- | -------------------------------------------------------------- |
| Đặc biệt nhẹ dưới 60 kg nam | Thanaporn Siam                             | Hein Latt Zaw                               | Irawan Toni                                          | Nguyễn Quốc Hưng     | chi tiết                                                       |
| Bán nhẹ dưới 66 kg nam      | Saibua Paradon                             | Phrommala Palitha                           | Afandi Mohd Fakhrul                                  | Taslim Peter         | chi tiết Lưu trữ ngày 14 tháng 12 năm 2007 tại Wayback Machine |
| Nhẹ dưới 73 kg nam          | Ralli Achilleus                            | Zaw Naing                                   | Abdullah Marjan                                      | Anggoro Jimmy        | chi tiết Lưu trữ ngày 13 tháng 12 năm 2007 tại Wayback Machine |
| Bán trung dưới 81 kg nam    | Baylon John                                | Taslim Johanes                              | Maruethachinda Ronnarong                             | Tô Hải Long          | chi tiết Lưu trữ ngày 14 tháng 12 năm 2007 tại Wayback Machine |
| Trung dưới 90 kg nam        | Srisoprap Wuttikrai                        | Bayu Krisna                                 | Senales Rick Jayson                                  | Zin Linn Aung        | chi tiết Lưu trữ ngày 14 tháng 12 năm 2007 tại Wayback Machine |
| Bán nặng dưới 100 kg nam    | Pratepwadtananon Pongpitsanu               | Ade Sujana                                  | Đặng Hào                                             | Maung Maung San      | chi tiết                                                       |
| Nặng trên 100 kg nam        | Sutthiphun Tharalat                        | Hoshina Tomohiko                            | Deni Zulfendri                                       | Kommanivong Khemkham | chi tiết Lưu trữ ngày 16 tháng 12 năm 2007 tại Wayback Machine |
| Nage No Kata                | Lào Vienvilay Chansy Syvanevilay Chindavon | Thái Lan Suksuwan Chanchai Panjabutra Bodin | Việt Nam Nguyễn Quốc Tuấn Nguyễn Quốc Thắng          |                      | chi tiết Lưu trữ ngày 13 tháng 12 năm 2007 tại Wayback Machine |
| Ju-no Kata                  | Lào Phanouvong Mayouly Syamphone Phonevan  | Singapore Ngo Yee Ling Cai Renjun           | Thái Lan Thaweerattanasinp Pitima Sawatchai Nisachon |                      | chi tiết Lưu trữ ngày 13 tháng 12 năm 2007 tại Wayback Machine |
| Đặc biệt nhẹ dưới 48 kg nữ  | Văn Ngọc Tú                                | Quillotes Nancy                             | Zainon Noor Maizura                                  | Yuliati              | chi tiết                                                       |
| Bán nhẹ dưới 52 kg nữ       | Trần Thị Bích Trâm                         | Pongchaliew Om                              | Sayarath Phonenaly                                   | Dawa Helen           | chi tiết Lưu trữ ngày 14 tháng 12 năm 2007 tại Wayback Machine |
| Nhẹ dưới 57 kg nữ           | Nguyễn Thị Kiều                            | Thandar Win                                 | Liwanen Estiegay                                     | Songpradit Wanwisa   | chi tiết Lưu trữ ngày 14 tháng 12 năm 2007 tại Wayback Machine |
| Bán trung dưới 63 kg nữ     | Aye Aye Aung                               | Tongseesung Ancharee                        | Nguyễn Thị Như Ý                                     | Sonetavan Phonethip  | chi tiết Lưu trữ ngày 14 tháng 12 năm 2007 tại Wayback Machine |
| Trung dưới 70 kg nữ         | Thongsri Surattana                         | Bùi Thị Hoà                                 | Lay Kaiyar Aung                                      | Solomon Karen Ann    | chi tiết Lưu trữ ngày 14 tháng 12 năm 2007 tại Wayback Machine |
| Bán nặng dưới 78 kg nữ      | Purnamasari Ira                            | Pichaipat Patcharee                         | Dugaduga Ruth                                        | Trương Nguyệt Ánh    | chi tiết                                                       |
| Nặng trên 78 kg nữ          | Promtaeng Niramon                          | Khin Myo Thu                                | Nguyễn Thị Thu Loan                                  | Ponciano Erika Joy   | chi tiết                                                       |